# فعل مجهول
فعل مجهول فعلی است که به مفعول نسبت داده می‌شود. مانند: زمین کنده شد.
فعل مجهول را به نهادی که قبلاً در جملهٔ معلوم، مفعول بوده است، نسبت می‌دهند. برای نمونه، در جمله معلومی چون: فرزانه کتاب را آورد. فعل این جمله (آورد) معلوم است، زیرا آن را به نهاد (فرزانه) نسبت داده‌ایم. صورت مجهول این جمله چنین است:
کتاب آورده شد. فعل این جمله (آورده شد) مجهول است زیرا آن را به نهاد جدید (کتاب) نسبت داده‌ایم که در جملهٔ معلوم، مفعول بود.

## مجهول کردن جملهٔ معلوم در فارسی
برای تبدیل جملهٔ معلوم به مجهول، نخست باید نهاد جملهٔ معلوم را حذف کنیم، سپس مفعول جملهٔ معلوم را نهاد جمله مجهول قرار دهیم و اگر «را» یعنی نقش‌نمای مفعول داشته باشد، آن را حذف کنیم. سپس شناسهٔ فعل مجهول را با نهاد جدید منطبق سازیم.
در فارسی، فرمول تبدیل فعل معلوم (که الزاماً باید گذرا به مفعول باشد) به مجهول چنین است:
صفت مفعولی فعل + صرف فعل «شدن»
فعل اصلی جمله به شکل " بن ماضی+ه" می نویسیم سپس از "شدن" فعلی متناسب با شناسه و زمان فعل اصلی میاوریم
مثال: «من نامه را خواهم فرستاد» که صفت مفعولی فعل این جمله می‌شود «فرستاده» و صورت مجهول جمله چنین است: «نامه فرستاده خواهد شد.»
در فارسی همهٔ افعال گذرا نقش‌نمای مفعول «را» نمی‌گیرند. مثلاً جملهٔ مجهول «باید توافق حاصل شود» متناظر جملهٔ معلوم «باید توافق حاصل کنیم» است و فعل مرکب «حاصل‌کردن» برای مفعولش («توافق») از نقش‌نمای مفعولی بی‌نیاز است (یعنی به صورت «باید توافق را حاصل کنیم» به کار نمی‌رود).

## موارد کاربرد فعل مجهول
۱- هنگامی که فاعل معلوم نباشد.
۲-هنگامی که فاعل اهمیتی ندارد: میز چیده شده است.
۳-گوینده عمداً نخواهد نام فاعل را بیاورد: پرویز کشته شد.